# José Luis Fernández Álvarez
José Luis Fernández Álvarez, conocido como «El Ruiseñor de Langreo» (Tejera de Santirso, Asturias; 12 de junio de 1945- Langreo, Asturias; 21 de agosto de 2018), fue un cantante de tonada español. El artista fue ganador de numerosos concursos de canción asturiana y en 2017 recibió la distinción de «ciudadano ejemplar de Langreo».

## Reseña biográfica
Fernández nació en la Tejera de Santirso y poco después se trasladó a vivir a Cebosa,  Asturias. Desde su niñez mostró su afición por la canción asturiana, pues su padre, aunque no participaba en concursos, cantaba muy bien tonada.
A los 24 años empezó a trabajar en la mina y también se incorporó a la Agrupación Langreana Coro Santiaguín, al que perteneció durante veinte años.[cita requerida]
Un año después participó en el Concurso de Canción Asturiana de Tudela Veguín y Olloniego, y compitiendo con intérpretes consagrados logró el tercer lugar. [cita requerida]
«El Ruiseñor de Langreo» fue proclamado campeón en numerosos concursos de tonada y fue considerado una de las principales figuras de la canción asturiana en la comarca.
En junio de 2017, fue reconocido por el Consistorio langreano como «Ciudadano Ejemplar de Langreo», un homenaje por su trayectoria musical en este género musical folclórico de carácter lírico, propio de Asturias.

## Distinciones
- Ciudadano Ejemplar de Langreo (Reconocimiento público del Concejo de Langreo, junio de 2017)